# Pisiffik
Pisiffik SA es la mayor compañía privada de comercio de Groenlandia. Es subsidiaria de Dagrofa, una empresa danesa de alimentación, con un 85,8% de las acciones. El Gobierno de Groenlandia posee el resto del accionariado de Pisiffik a través de un capital destinado a inversiones de riesgo llamado Greenland Venture. Tenía su base en Sisimiut  con 484 empleados en 2010. En 2016, la sede se trasladó de Sisimiut a Nuuk .